# Eucithara decussata
Eucithara decussata é uma espécie de gastrópode do gênero Eucithara, pertencente à família Mangeliidae.